# 김세용 (1960년)
김세용(1960년 ~ )은 MBC 기자이다.
- 1982년 그림 그리기 대회 데뷔 하였다.
- 1983년 KBS 대구방송총국 처음 첫 데뷔하였다.
- 1985년 MBC 문화방송 서울 본국 기자 데뷔 처음 첫 데뷔 이전 하였다.